# Howard Crossett
Howard Wallace Crossett Jr. (ur. 22 lipca 1918 w Whallonsburgu, zm. 30 czerwca 1968 w Lebanon) – amerykański bobsleista, srebrny medalista igrzysk olimpijskich.

## Kariera
Największy sukces w karierze Howard Crossett osiągnął w 1952 roku, kiedy reprezentacja USA w składzie: Stan Benham, Patrick Martin, Howard Crossett i James Atkinson zdobyła srebrny medal w czwórkach na igrzyskach olimpijskich w Oslo. Był to jego jedyny start olimpijski i zarazem jedyny medal wywalczony na międzynarodowej imprezie tej rangi.